# Eurofima-C1-Lackierung

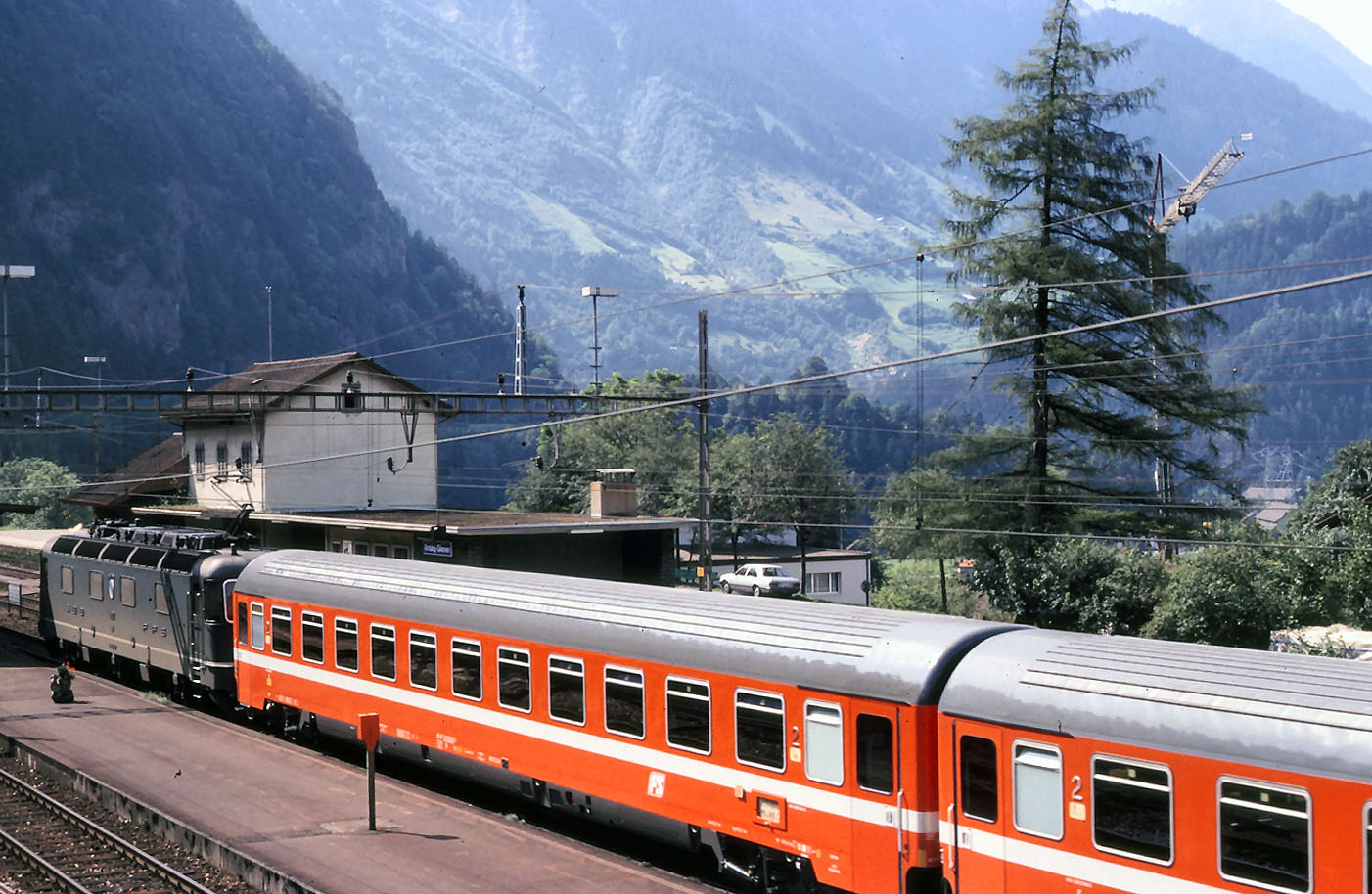
Die Eurofima-C1-Lackierung. In diesem Fall ein Wagen der Ferrovie dello Stato Italiane (FS)

Die Eurofima-C1-Lackierung war ein in den 1970er Jahren begonnenes Projekt eines einheitlichen Designs für Reisezugwagen im internationalen Schnellzugverkehr Westeuropas.

## Design

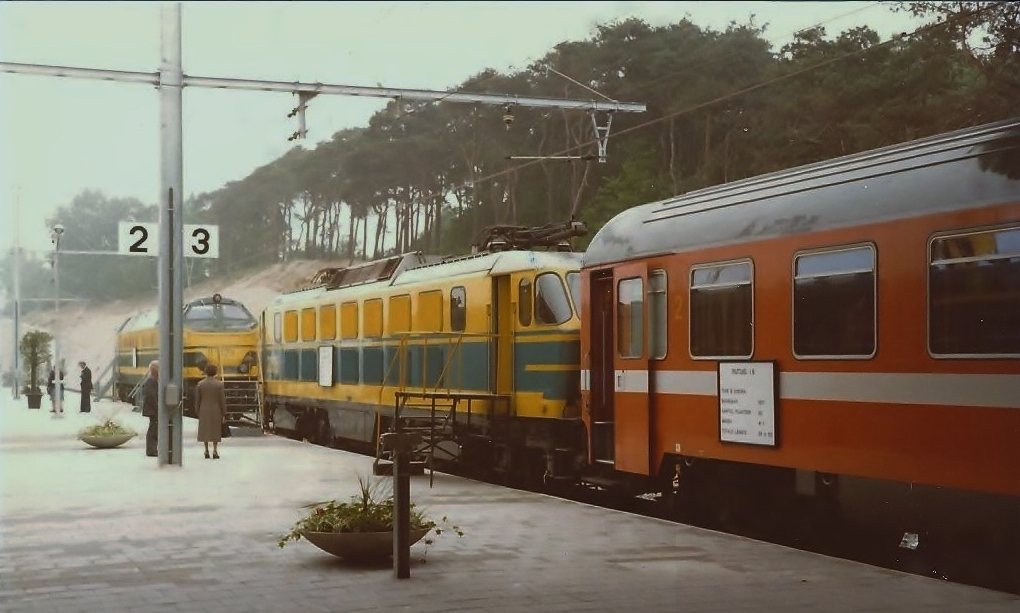
Belgischer Wagen mit gelber Klassenziffer

Gemäß Vorgabe der Europäischen Gesellschaft für die Finanzierung von Eisenbahnmaterial (Eurofima) sollte der Wagenkasten dem damaligen Zeitgeist entsprechend durchgehend in reinoranger (RAL 2004) Signalfarbe gehalten sein. Hinzu kam ein 250 Millimeter breiter, umlaufender Kontrast- oder Zierstreifen in lichtgrau (RAL 7035) unterhalb des Fensterbands sowie gegebenenfalls ein gelber Zusatzstreifen unter der Dachkante als Kennzeichnung für die erste Wagenklasse, in Frankreich vereinzelt auch mit einem grünen Streifen für die zweite Klasse. Eigentümerkennzeichnungen, Klassenziffern, Wagennummern und sonstige technische Aufschriften waren weiß, während für das Dach und die Schürzen umbragrau (RAL 7022) vorgesehen war. Die Stirnübergangstüren waren wiederum reinorange, allerdings ohne zusätzlichen Kontraststreifen.
Während die Farbtöne bei allen beteiligten Bahnen einheitlich waren, folgte jede Gesellschaft bei der Anordnung und Schriftart der Beschriftungen ihren eigenen Standards. Außerdem setzte die italienische Staatsbahn ursprünglich auf aufgesetzte Klassenziffern aus Aluminium, später verwendete sie – analog zu Belgien – gelbe Klassenziffern. Die Schweizerischen Bundesbahnen wiederum verwendeten gelbe Ziffern nur für die erste Wagenklasse. In der Schweiz waren ferner die Rangiergriffe teilweise gelb und die Dachenden bei bestimmten Wagentypen statt umbragrau ebenfalls reinorange.

## Geschichte

### Eurofima-Wagen

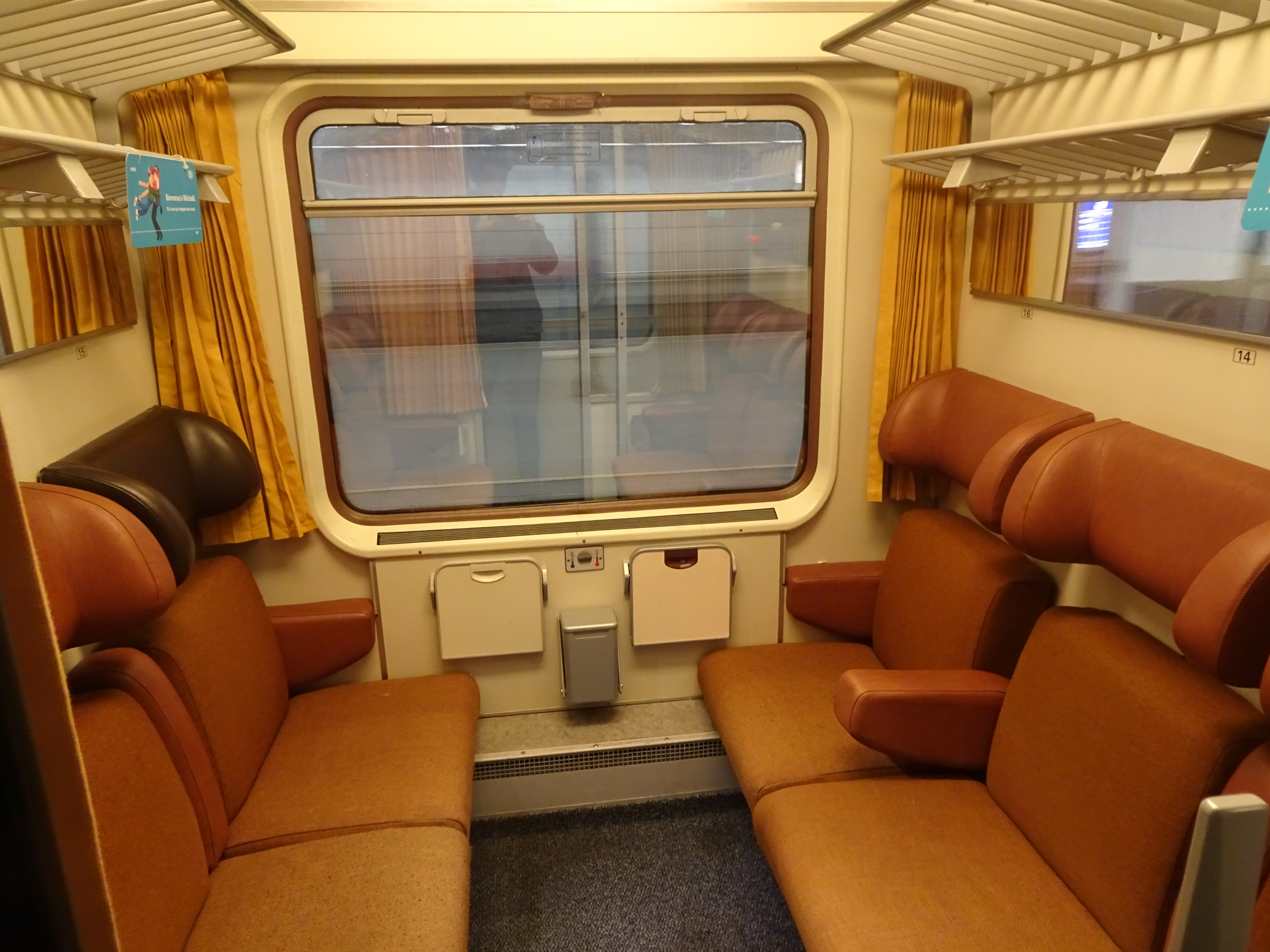
Die Innenraumgestaltung der Eurofima-Wagen korrespondierte ursprünglich mit der Außenlackierung, hier bei einem belgischen Wagen der 2. Klasse …

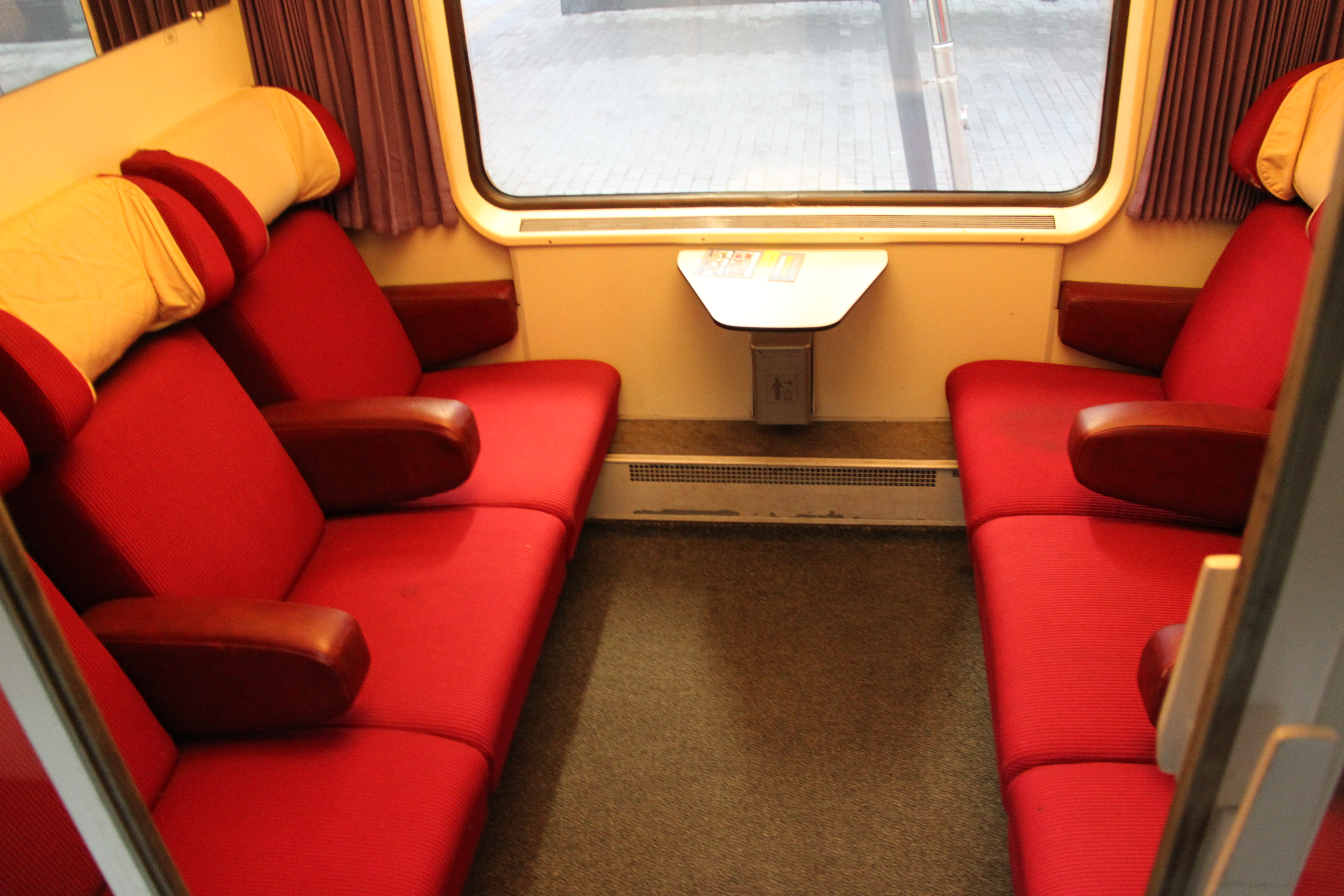
… und einem solchen der 1. Klasse.

Bereits für die im hochwertigen Trans-Europ-Express-Verkehr (TEE) eingesetzten Fahrzeuge, diese Zuggattung verkehrte ab 1957, einigten sich die zunächst sieben beteiligten Staatsbahnen in Belgien, Deutschland, Frankreich, Italien, Luxemburg, den Niederlanden und der Schweiz auf eine länderübergreifende Einheitslackierung in rot/creme. Ein weiteres transnationales Standarddesign existierte dann ab 1971 für den TEN-Schlafwagenpool, dessen Wagen kobaltblau waren.
Als dann in der ersten Hälfte der 1970er Jahre die gemeinsame Bestellung der 510 weitgehend baugleichen Eurofima-Wagen anstand, beschlossen wiederum fünf europäische Bahnverwaltungen – darunter die Nationale Gesellschaft der Belgischen Eisenbahnen (NMBS/SNCB), die französische Société Nationale des Chemins de fer Français (SNCF), die italienische Ferrovie dello Stato Italiane (FS), die Österreichischen Bundesbahnen (ÖBB) sowie die Schweizerischen Bundesbahnen (SBB) – eine dritte europäische Standardlackierung einzuführen.
Am 25. März 1975 entschieden sich hierzu die Generaldirektoren der beteiligten Staatsbahnen höchstpersönlich in einer gemeinsamen Sitzung zugunsten des Designs, welches die drei bereits 1973 vorab produzierten italienischen Eurofima-Prototypen der Gattung ABz aufwiesen. Die Deutsche Bundesbahn (DB), die zudem mit der Pop-Lackierung gerade erst einen erfolglosen Farbversuch hinter sich hatte, war von dem neuen Konzept nicht überzeugt. Ein von ihr schon 1974 vorgestelltes Alternativdesign mit identisch angeordnetem Kontraststreifen aber olympiablauer (RAL 5012) statt reinoranger Grundfarbe blieb ohne Resonanz. Des Weiteren lackierte die SNCF nur die wenigen für den Benelux-Verkehr vorgesehenen Wagen entsprechend der Eurofima-C1-Vorgabe, so erhielten letztlich nur 311 der insgesamt 510 Wagen das neue Design:
| Gesellschaft | Anzahl                                                                                                 |
| ------------ | --- |
| FS           | 103 Stück                                                                                              |
| ÖBB          | 100 Stück                                                                                              |
| NMBS/SNCB    | 080 Stück                                                                                              |
| SBB          | 020 Stück                                                                                              |
| SNCF         | 008 Stück von insgesamt 100 Stück, betreffend die ersten Wagen mit den Nummern 61 87 19 70 900 bis 907 |

Bei den Eurofima-Wagen korrespondierte das C1-Design darüber hinaus auch mit der Innenraumgestaltung. Die Sitze der ersten Klasse hatten ursprünglich roten, die der zweiten Klasse orangebraunen Bezugsstoff, die Trennwände waren hellbeige und die unteren Bereiche der Gangwände und Abteiltüren waren in der ersten Klasse blau, in der zweiten Klasse hellgrau, während die Einstiegsbereiche wiederum komplett in reinorange gehalten waren.

### Weitere in reinorange-lichtgrau gelieferte Wagen

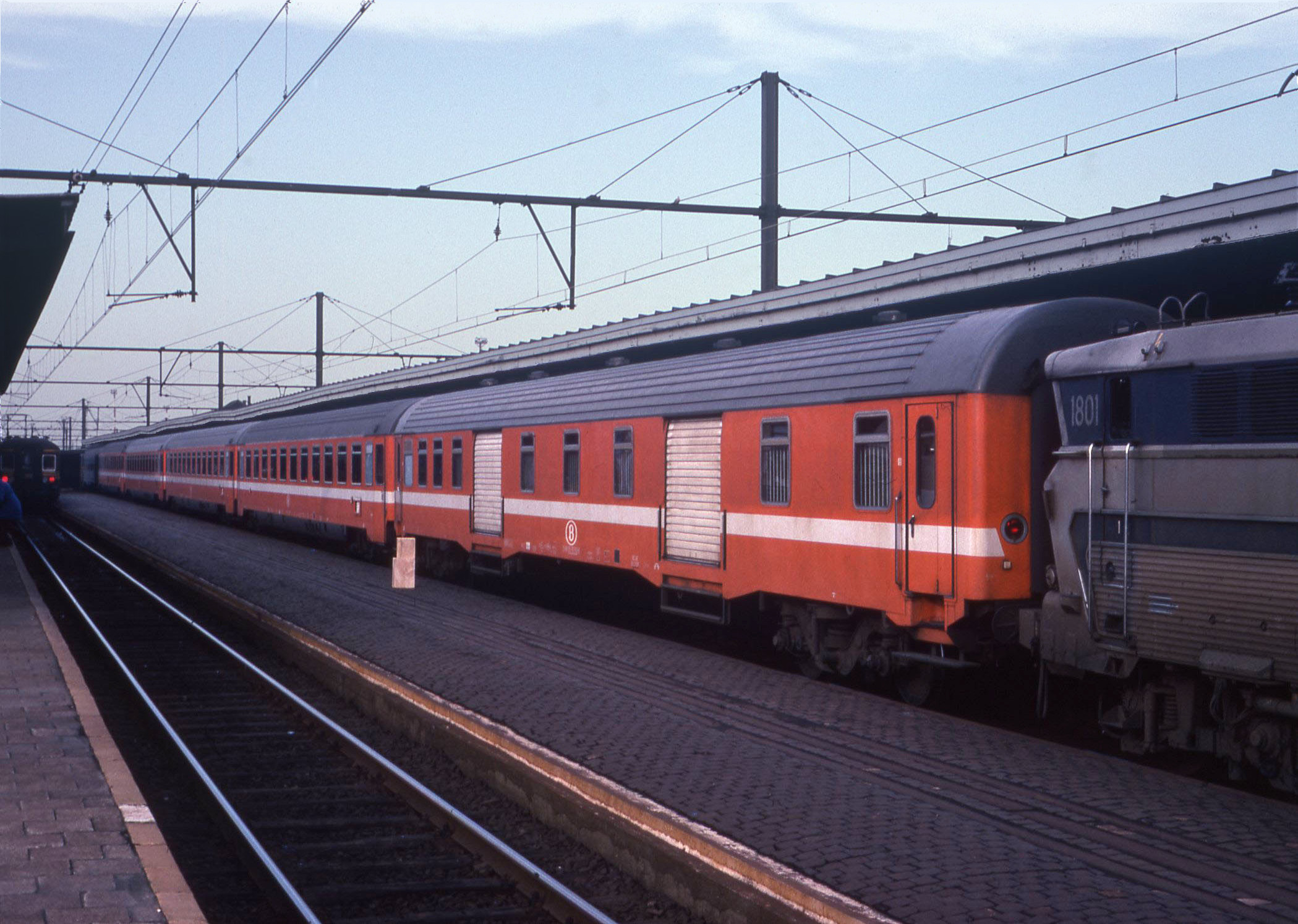
Belgischer Dms-Gepäckwagen mit komplett lichtgrauen Rolltoren, 1980

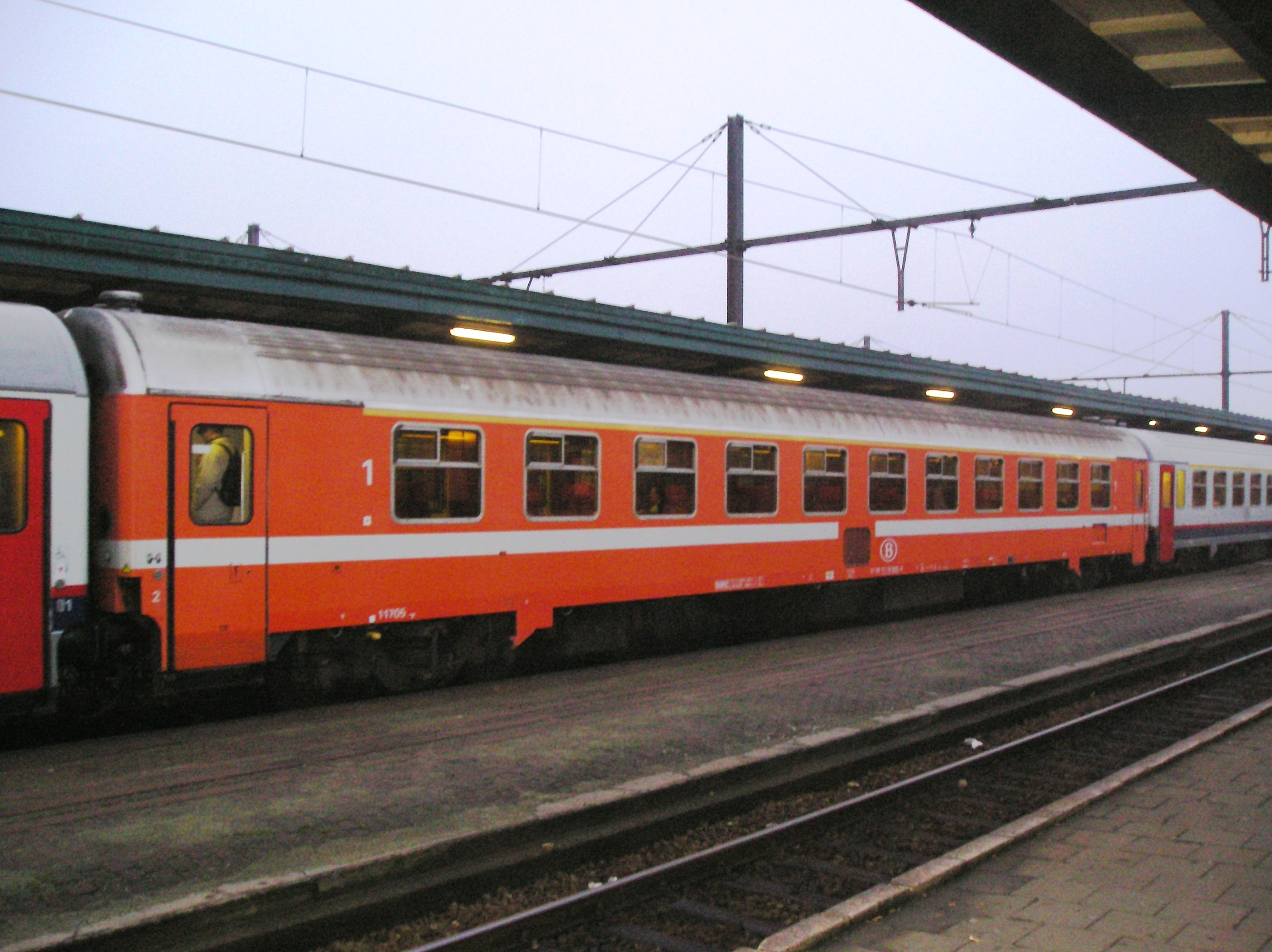
Belgischer I10-Wagen mit unlackiertem Edelstahldach, 2005

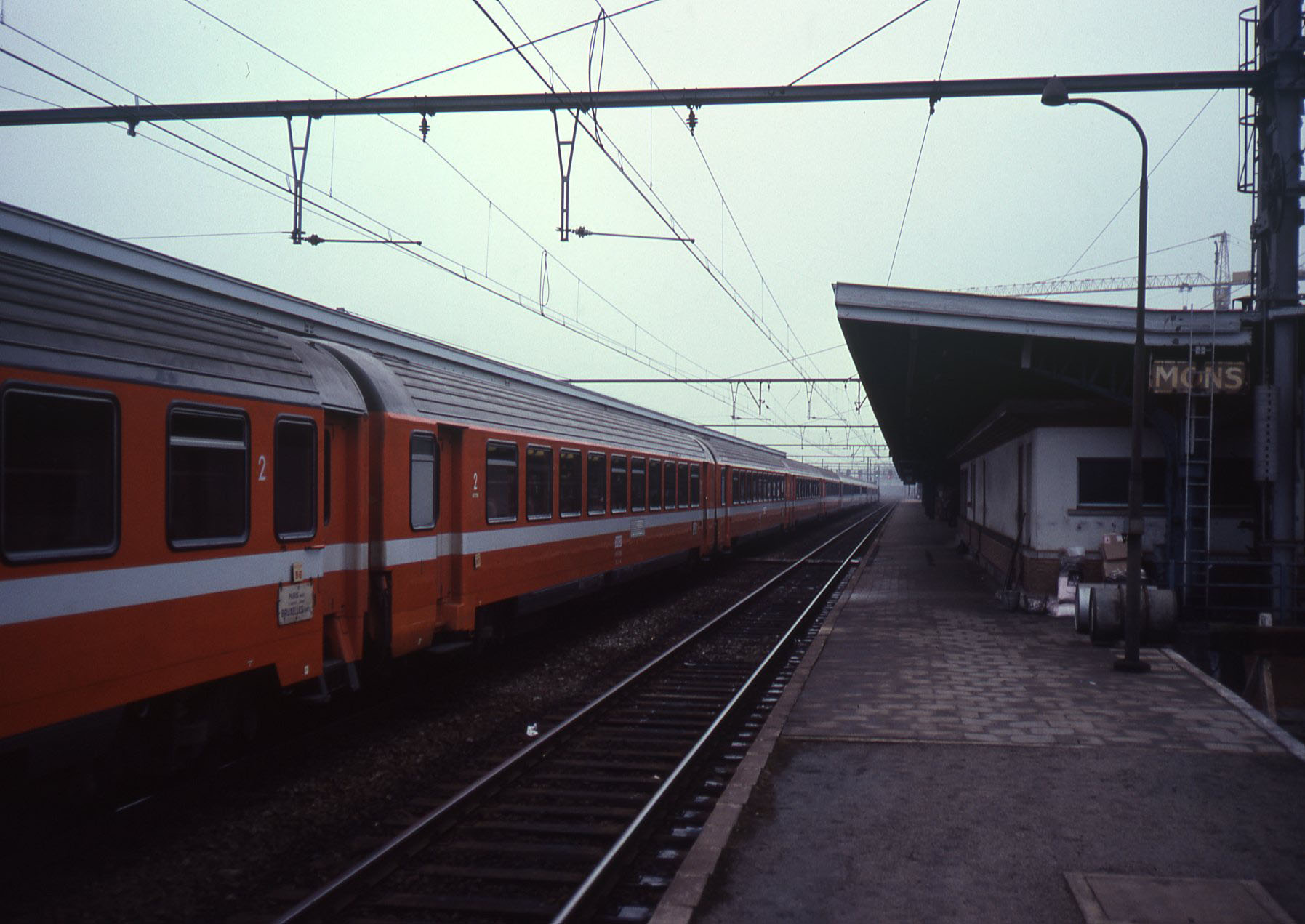
Französische Corail-Wagen, 1982

Bm 51 der SBB, die Türen sind nicht lackiert

Über die Gemeinschaftsbestellung hinaus lackierten die fünf genannten Bahngesellschaften zusammen 610 weitere in jenen Jahren beschaffte RIC-fähige Fahrzeuge für den internationalen Verkehr reinorange-lichtgrau. Insgesamt überstieg die Anzahl der reinorange-lichtgrauen Nicht-Eurofima-Wagen die Anzahl ihrer Vorbilder somit deutlich. Während es sich bei den oben genannten Eurofima-Wagen ausschließlich um klimatisierte Abteilwagen handelte, befanden sich unter den weiteren Wagen – teilweise unklimatisierte – Großraum-, Speise-, Gepäck- und Halbgepäckwagen, in Österreich zusätzlich auch Autoreisezugwagen. Letztere wiesen jedoch konstruktionsbedingt keinen lichtgrauen Kontraststreifen auf.
| Gesellschaft | Wagen |
| ------------ | --- |
| FS           | 10 von insgesamt 93 Dz-Gepäckwagen (tipo 1975, gebaut 1975–1982, erster in reinorange-lichtgrau 1977 abgeliefert)                                                                                     |
| ÖBB          | 175 UIC-Z1-Wagen (105 Bmz, 45 ABmz, 15 Amz und 10 WRmz, gebaut 1976–1982), 130 UIC-Z2-Wagen (105 Bmz, 15 Dmsz und 10 BDmsz, gebaut 1980–1982), 040 DDm-98-70-Autoreisezugwagen (gebaut 1982–1986)     |
| NMBS/SNCB    | 95 I10-Wagen (80 B11t und 15 A11t, gebaut 1987–1988), 34 Dms-Gepäckwagen |
| SBB          | 40 Bm 51-Abteilwagen (gebaut 1977, Türen unlackiert), 30 Bpm 61-Großraumwagen des UIC-Typs Z1 (gebaut ab 1980)                                                                                        |
| SNCF         | 35 von insgesamt 220 Corail-Großraumwagen des Typs B10tu, 11 von insgesamt 120 Corail-Abteil-/Gepäckwagen des Typs B6Dd2 (Rolltore unlackiert), 10 von insgesamt 75 Corail-Abteilwagen des Typs A4B6u |

### Umlackierte Altbauwagen

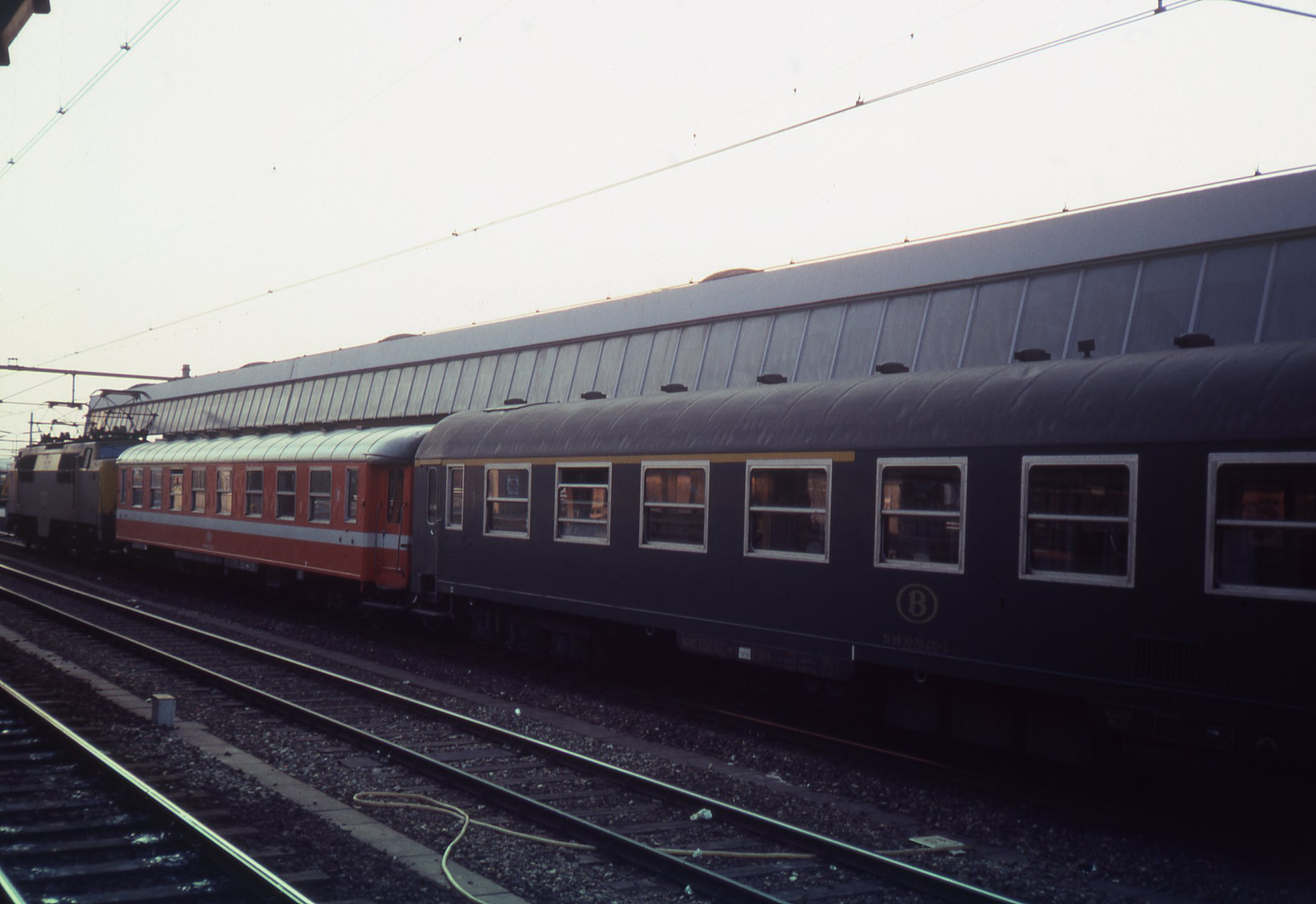
Belgischer I2-Büffetwagen in Rotterdam, 1982

Ferner lackierten drei der beteiligten Bahnverwaltungen auch einzelne RIC-fähige Altbauwagen nachträglich in reinorange-lichtgrau um, darunter auch Wagen aus der Zwischenkriegszeit. Während alle im vorherigen Abschnitt genannten Wagen die UIC-Standardlänge von 26,4 Metern aufwiesen, befanden sich unter den zusammen 223 umlackierten Wagen auch kürzere Fahrzeuge, darunter in Österreich auch Salonwagen:
| Gesellschaft | Wagen |
| ------------ | --- |
| ÖBB          | 60 UIC-X-Personenwagen (43 B und 17 AB, gebaut 1962–1964), 34 SGP-Personenwagen (19 AB und 15 A, gebaut 1951–1953), 30 SGP-Personenwagen (20 B und 10 A, gebaut 1957–1959), 10 SGP-Gepäckwagen der Gattung D4eüh (gebaut 1961), 10 DDm 98-80-Autoreisezugwagen (gebaut 1971), 06 Spanten-Gepäckwagen der Gattung Ds 95-80.4, 01 SGP-Prototyp der Gattung Amoz (gebaut 1971), 01 K-Wagen der Gattung SRmz 89-80.6 (gebaut 1970, umlackiert 1980), 01 Salonwagen (Salon 10, gebaut 1966), 01 Schürzenwagen (Salon 11, gebaut 1940) |
| NMBS/SNCB    | 40 I4-Wagen (20 AB, 19 A und 1 B, gebaut 1966–1967), 12 I2-AR-Büffetwagen mit Erste-Klasse-Abteil (gebaut 1952), 05 Speisewagen (gebaut 1955 bei Breda auf Basis von Schadwagen von 1926–1929), angemietet von der CIWL, 02 Speisewagen (gebaut 1927 bei Reggiane), angemietet von der CIWL |
| SBB          | 10 WRm 61-Speisewagen (gebaut 1967, Türen unlackiert) |

## Fazit

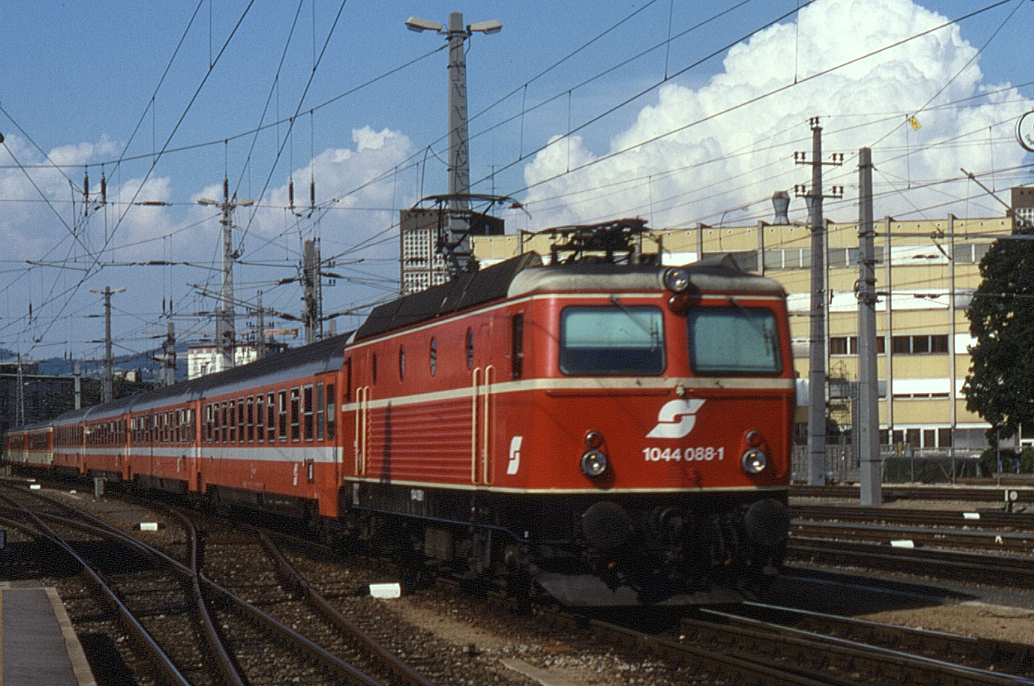
Österreichischer Inlandszug im Jahr 1988, die Lokomotiven waren damals zwar ebenfalls orange, jedoch in einem anderen Farbton

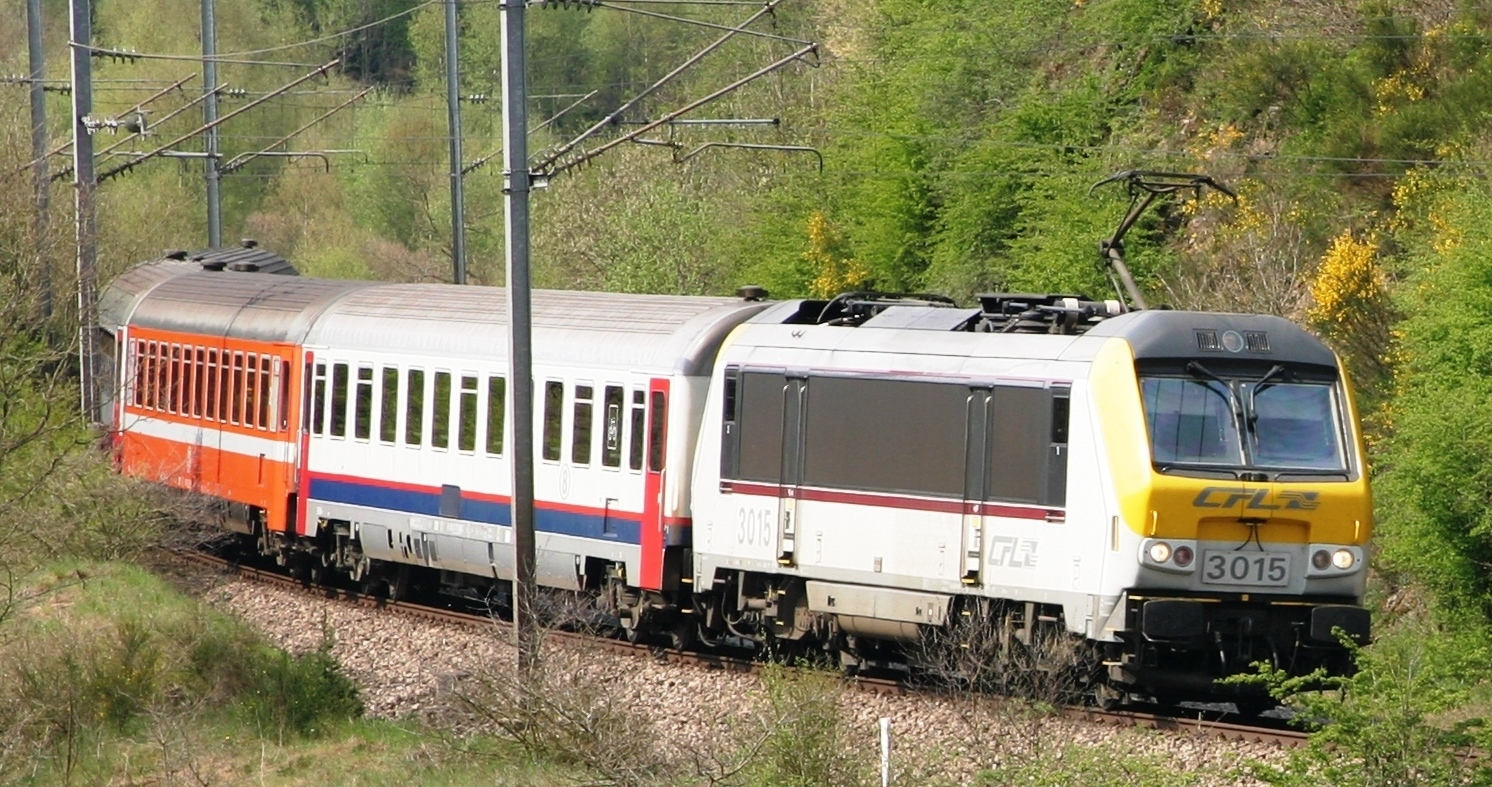
Einer der letzten belgischen Wagen in C1-Lackierung, 2007

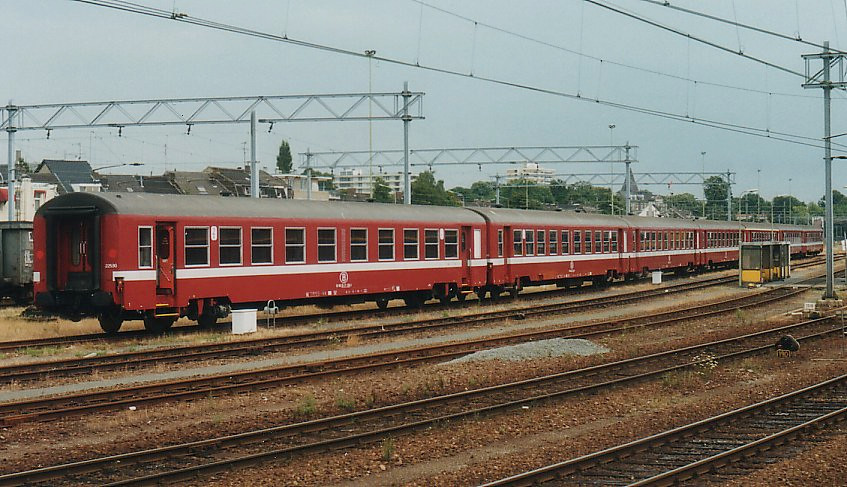
Belgische K4-Inlandswagen mit Kontraststreifen analog zur C1-Lackierung

Letztlich konnte sich das Projekt nicht flächendeckend durchsetzen. Hierzu reichten die insgesamt 1138 orange-lichtgrauen Wagen, davon
- 599 in Österreich
- 262 in Belgien
- 113 in Italien
- 100 in der Schweiz
- 064 in Frankreich

bei weitem nicht aus – zumal sie auch nie alle gleichzeitig in dieser Form in Betrieb waren. Nur ÖBB, FS und SNCB konnten germischtklassige internationale Umläufe im einheitlichen Eurofima-Design abdecken, Erste-Klasse-Wagen der SBB ergänzten sich mit solchen Zugstämmen. Gemischtfarbige Reisezüge blieben im internationalen Verkehr somit auch weiterhin an der Tagesordnung während einheitliche Züge in C1-Lackierung die Ausnahme blieben. Verstärkt wurde dieser Effekt durch die damals noch weit verbreiteten Kurswagen, abgesehen davon fehlten entsprechend lackierte Schlafwagen, Liegewagen, Bahnpostwagen und Lokomotiven. Lediglich die Österreichischen Bundesbahnen setzten schon seit Ende der 1960er Jahre auf blutorange als Standardlackierung für Lokomotiven, so dass zumindest in Österreich – wo die C1-Lackierung zudem zeitweise auch Standardlackierung für hochwertige Expresszüge (Ex) im Inland war – ein halbwegs einheitliches Erscheinungsbild der Tagesreisezüge gewährleistet war. Darüber hinaus kreierten die Belgischen Staatsbahnen seinerzeit eine dunkelrote Inlandslackierung, bei welcher der Kontraststreifen exakt analog zum C1-Design ausgeführt war und bei gemischten Zügen als verbindendes Gestaltungselement diente.
Spätestens mit der 1987 erfolgten Einführung des TEE-Nachfolgers EuroCity setzten die europäischen Staatsbahnen schließlich wieder auf individuelle Designs. Als erstes verabschiedete sich die SNCF, die ohnehin am wenigsten Wagen in reinorange-lichtgrau besaß, schon in den frühen 1980er Jahren vom C1-Design und lackierte ihre Vertreter bis 1987 in die regulären Corail-Farben um. Die ÖBB stellten im März 1987 ihr neues Fernverkehrs-Farbkonzept umbragrau-verkehrsrot vor, woraufhin der letzte C1-lackierte Reisezugwagen im Jahr 1996 von der Bildfläche verschwand. In Italien verkehrte der letzte reinorange-lichtgraue Wagen noch mindestens bis Dezember 2000, in der Schweiz war das Design noch bis 2003 anzutreffen. In Belgien wiederum konnte sich die Eurofima-C1-Lackierung vereinzelt bis 2008 halten, insgesamt existierte sie somit 35 Jahre lang.
Unabhängig von der Eurofima propagierte ab 1974 auch der Verband Schweizerischer Transportunternehmungen (VST), dem die Schweizerischen Bundesbahnen seinerzeit noch nicht angehörten, das gleiche Farbkonzept für seine Mitgliedsunternehmungen. Diese sogenannte VST-Einheitslackierung konnte sich jedoch ebenfalls nicht durchsetzen. Im Gegensatz dazu führte Italien 1977 erfolgreich eine landesweite orange Einheitslackierung für alle öffentlichen Stadtverkehrsmittel ein, wenn auch ohne Kontraststreifen.